# 익산 모현동 부도
익산 모현동 부도(益山 慕懸洞 浮屠)은 대한민국 군산의 보천사에 있던 것을 전북특별자치도 익산시 혜봉원으로 옮겨놓은 것으로, ‘연화당부도’라 부르기도 한다. 1984년 4월 1일 전라북도의 문화재자료 제13호로 지정되었다.

## 개요
부도란 승려의 무덤을 상징하여 그 유골이나 사리를 모셔둔다. 이 부도는 군산의 보천사에 있던 것을 이 곳 혜봉원으로 옮겨놓은 것으로, ‘연화당부도’라 부르기도 한다.
전체적인 모습은 낮은 사각바닥돌 위로, 3단을 이루는 8각 기단(基壇)을 쌓고, 공모양의 탑몸돌을 올린 후 8각 지붕돌을 얹은 구조이다. 기단 중에서 아래받침돌은 두 겹의 연꽃잎을 둘러 새겼으며, 그 위로는 가운데받침돌을 괴기 위한 높직한 받침을 하나 더 두었다. 이 받침은 이 부도에서만 볼 수 있는 특이한 모습으로, 위는 좁고 아래는 넓어서 각면이 사다리꼴을 이루며, 위아래에 연꽃무늬 등을 새겨 장식하였다. 가운데받침돌은 그에 비해 아주 낮고, 윗받침돌은 8잎의 연꽃을 새겼다. 지붕돌은 윗면의 경사가 급하며, 꼭대기에는 낮은 받침 위로 둥근돌과 꽃봉오리 모양의 돌을 차례로 얹어 머리장식을 하였다.
높직한 기단이나, 길쭉해진 머리장식 등으로 인해 전체적으로 길어 보이는 느낌을 주고 있다. 가운데받침돌을 괴어주는 높직한 받침은 이 부도의 독특한 특징이 되고 있는데, 표현된 조각의 솜씨로 보아 훗날에 만들어 새로 끼워 둔 것으로 보인다.

## 참고 자료
- 모현동부도 - 국가유산청 국가유산포털